# Virgen
Virgen – gmina w Austrii, w kraju związkowym Tyrol, w powiecie Lienz. Według Austriackiego Urzędu Statystycznego liczyła 2172 mieszkańców (1 stycznia 2015). Spora część gminy leży na terenie Parku Narodowego Wysokich Taurów.